# Rovovsko ratovanje
Rovovsko ratovanje je tip kopnenog ratovanja koristeći okupirane borbene linije, uglavnom u vidu vojnih rovova u kojima su trupe dobro zaštićene od neprijateljske vatre malog oružja i u znatnoj meri su zaštićene od artiljerije. Najpoznatija upotreba rovovskog ratovanja je Zapadni front u Prvom svetskom ratu.
Do razvoja rovovskog ratovanja je došlo kada revolucija u vatrenoj moći nije bila propraćena sličnim napretkom u mobilnosti, što je rezultiralo iscrpljujućim oblikom ratovanja u kojem je branilac imao prednost.  Na Zapadnom frontu 1914–1918, obe strane su izgradile složene sisteme rovova, podzemlja i zemunica koji su se suprotstavljali jedni drugima duž fronta. Rovovi su bili zaštićeni od napada bodljikavom žicom, minama, kamufliranim jamama i drugim preprekama. Prostor između suprotstavljenih rovova (poznat kao „ničija zemlja”) bio je potpuno izložen artiljerijskoj vatri sa obe strane. Napadi, čak i uspešni, često su praćeni teškim žrtvama.
Sa razvojem oklopnog ratovanja i taktika kombinovanog oružja, naglasak na rovovskom ratovanju je opao, ali se i dalje javlja tamo gde borbene linije postaju statične.
Following World War I, "trench warfare" became a byword for stalemate, attrition, sieges, and futility in conflict.

## Prethodnica
Radovi na terenu stari su koliko i vojske. Rimske legije, kada su u prisustvu neprijatelja, utvrđivale su logore svake noći kada su u pokretu.
Rovovsko ratovanje je takođe dokumentovano tokom odbrane Medine u opsadi poznatoj kao Bitka na rovu (627. godine). Arhitekta plana bio je Salman Persijanac koji je predložio kopanje rova za odbranu Medine.
U ranom modernom ratu trupe su koristile terenske radove da blokiraju moguće linije napredovanja. Primeri uključuju linije Štolhofena, izgrađene na početku Rata za špansko nasleđe 1702–1714, linije Vajsenburga izgrađene po naređenju vojvode od Viljara 1706, linije Ne Plus Ultra tokom zime 1710–1711, i linije Tores Vedras 1809. i 1810.
U Novozelandskim ratovima (1845–1872), Maori su razvili složene sisteme rovova i bunkera kao deo utvrđenih područja poznatih kao pa, uspešno ih upotrebivši već 1840-ih da izdrže britansko artiljerijsko bombardovanje. Prema jednom britanskom posmatraču, „ograda oko položaja je prekrivena između kopalja labavim snopovima lana, na koje meci naleću i padaju; noću popravljaju svaki otvor napravljen paljbom“. Ovi sistemi su uključivali vatrene rovove, komunikacione rovove, tunele i protiv-artiljerijske bunkere. Britanske stope žrtava do 45 procenata, kao na primer kod Kapije Pa 1864. i u bici kod Ohavaja 1845. godine, sugerišu da se savremeno oružje, poput musketa i topova, pokazalo nedovoljnim da izbaci branioce iz sistema rovova. O tome se vodi akademska debata od 1980-ih, kada je u svojoj knjizi Novozelandski ratovi, istoričar Džejms Belič tvrdio da su severni Maori efektivno izmislili rovovsko ratovanje tokom prvih faza Novozelandskih ratova. Međutim, ovo je kritikovano od strane nekih drugih akademika, a Gevin Maklin je primetio da iako su Maori sigurno prilagodili rovove da odgovaraju savremenom oružju, mnogi istoričari su odbacili Beličovu tvrdnju kao „neosnovan... revizionizam“.
Krimski rat (1853–1856) doveo je do „masovnih rovovskih radova i rovovskog rata“, iako „modernost rovovskog rata nije bila odmah očigledna savremenicima“.
Vojske Unije i Konfederacije koristile su terenske radove i opsežne sisteme rovova u Američkom građanskom ratu (1861–1865) — posebno u opsadama Viksburga (1863) i Peterburga (1864–1865), od kojih je u potonjoj Armija Unije prvi put upotrebila brzometni Gatling top, važan prethodnik savremenih mitraljeza.

## Pregled

### Terenski radovi
Terenski radovi su stari koliko i armije. Rimske legije, kada je prisutan neprijatelj, utvrđivale su kampove noću kada su u pokretu. U ranom modernom dobu trupe su koristile terenske radove da blokiraju moguće linije napredovanja. Na primer:
- Pripadnici Velike alijanse izgradili su linije Stolhofen na početku Rata za špansko nasleđe iz 1702-1714. Rovovi su bili dugi oko 15 km (10 mi) od Stolhofena na Rajni do neprobojnih šuma na brdima istočno od Bila. Ovi rovovi su odigrali ključnu ulogu u manevrisanju koje se odigralo pre Blindhajmske bitke (1704). Francuzi su ove linije zauzeli 1707. godine i uništili ih.[16]
- Francuzi su izgradili 19 km dugačke Linije od Visambura tokom Rata za špansko nasleđe po naređenju vojvode od Vilara 1706. godine. One su postojale nešto više od 100 godina i poslednji put su korištene tokom Napoleonovih sto dana (1815). Do 1870. godine Linije više nisu postojale, ali su dva središnja utvrđenja u gradovima Visambur i Altenštat još uvek imala bedeme, koji su se pokazali korisnim odbrambenim položajem za vreme Bitke za Visambur.[7]
- Francuzi su tokom zime 1710-1711 godine izgradili linije Ne Plus Ultra (lat. za „ne dalje”), koje su poređeni sa rovovima Prvog svetskog rata.[5] Ovi rovovi su se prostirali od Arasa do Kambreja i Valansjena, gde su se povezali sa postojećim obrambenim linijama koje su vodile uz reku Sambr. U sezoni kampanje iz 1711. godine, vojvoda od Malboroa ih je probio putem „veličanstvenog manevarskog poteza”.[17]
- Tokom Španskog rata za nezavisnost, Britanci i Portugalci su izgradili Linije Tores Vedras 1809. i 1810. godine; one su se pokazale efikasnim u zaustavljanju francuskog napretka na Lisabon 1810. godine.[4]

## Literatura
- Bidwell, Shelford; Graham, Dominick (2004), Fire-power – The British Army Weapons and Theory of War 1904–1945, Pen & Sword Books
- Chisholm, Hugh, ур. (1911). „Weissenburg”.  (на језику: енглески). 28 (11 изд.). Cambridge University Press. стр. 499—500.
- Edmonds, J. E. (1991) [1948]. Military Operations France and Belgium 1917: 7 June – 10 November. Messines and Third Ypres (Passchendaele). History of the Great War Based on Official Documents by Direction of the Historical Section of the Committee of Imperial Defence. II (Imperial War Museum and Battery Press изд.). London: HMSO. ISBN 978-0-89839-166-4.
- Ellis, John (1977), Eye-Deep in Hell – Life in the Trenches 1914–1918, Fontana
- Foley, R. T. (2007) [2005]. German Strategy and the Path to Verdun: Erich von Falkenhayn and the Development of Attrition, 1870–1916 (pbk. изд.). Cambridge: CUP. ISBN 978-0-521-04436-3.
- Frey, Linda; Frey, Marsha, ур. (1995), „Defensive Lines”, The Treaties of the War of the Spanish Succession: An Historical and Critical Dictionary (illus. изд.), Greenwood, стр. 126—27, ISBN 9780313278846, Приступљено 20. 8. 2015
- Griffith, Paddy (1996), Battle Tactics of the Western Front – The British Army's Art of Attack 1916–18, Yale University Press, ISBN 0-300-06663-5
- Griffith, Paddy (2004), Fortifications of the Western Front 1914–18, Oxford: Osprey, ISBN 978-1-84176-760-4
- Keegan, John (1999), The First World War, New York: Alfred A. Knopf, ISBN 0-375-40052-4
- Konstam, Angus (2011), Marlborough (illus. изд.), Oxford: Osprey, ISBN 9781780962320
- Murray, Nicholas. The Rocky Road to the Great War: The Evolution of Trench Warfare to 1914 (2013)
- Ripley, George; Dana, Charles Anderson, ур. (1859), „Fortification: III Field Fortifications”, The New American Cyclopaedia: A Popular Dictionary of General Knowledge, D. Appleton & Company, стр. 622

## Spoljašnje veze
- Johnson, Patrick In Depth: A century of mud and fire, BBC News, 27 June 2006
- Historic films and photos showing "Trench Warfare in World War I" at europeanfilmgateway.eu
- World War I Tanks at Tanks Encyclopedia
- YouTube video of excavated and restored British WWI trench near Ypres
- Preserved Trenches Sanctuary Wood, Ypres, Belgium
- YouTube video of Hill 60 on the Messines Ridge, site of a huge underground explosion
- William Philpott: Warfare 1914-1918, in: 1914-1918-online. International Encyclopedia of the First World War.
- Jeffrey LaMonica: Infantry, in: 1914-1918-online. International Encyclopedia of the First World War.
- Stéphane Audoin-Rouzeau: Weapons, in: 1914-1918-online. International Encyclopedia of the First World War.
- Markus Pöhlmann: Close Combat Weapons, in: 1914-1918-online. International Encyclopedia of the First World War.
- Nathan Watanabe: Hand Grenade, in: 1914-1918-online. International Encyclopedia of the First World War.